# ترينيتي (ذا ماتريكس)
ترينيتي هي شخصية خيالية في سلسلة أفلام ذا ماتريكس. قامت الممثلة الكندية كاري-آن موس بدور الشخصية.